# Serup (efternavn)
 For alternative betydninger, se Serup. (Se også artikler, som begynder med Serup)
Serup er et dansk efternavn. Det findes også i formen Seerup. 1. januar 2023 var der 644 personer med navnet Serup i Danmark, og 422 med navnet Seerup.

## Personer med navnet
- Linda Villumsen Serup - newzealandsk cykelrytter
- Martin Glaz Serup - dansk litterat
- Mikkel Serup - dansk instruktør
- Niels Jørgensen Seerup - dansk præst og rektor
- Sabrina Vitting-Seerup - dansk formidler
- Søs Marie Serup Laybourn - dansk pressechef og kommentator